# Символ валюты
Символ или знак валюты (¤), офиц. знак денежной единицы — типографский символ, который входит в группу «Управляющие символы C1 и дополнение к латинице — 1» (англ. C1 Controls and Latin-1 Supplement) стандарта Юникод: оригинальное название — Currency sign (англ.); код — U+00A4. Мнемоника HTML — &curren;. Используется, когда в том или ином компьютерном шрифте недоступен или отсутствует знак конкретной валюты.

## Начертание
Символ ¤ представляет собой слегка приподнятую над основной строкой окружность, от которой отходят четыре коротких диагональных луча.
Для набора символа в ОС Microsoft Windows необходимо, удерживая клавишу Alt, набрать цифры 0164 или 253 на цифровой клавиатуре.

## История символа

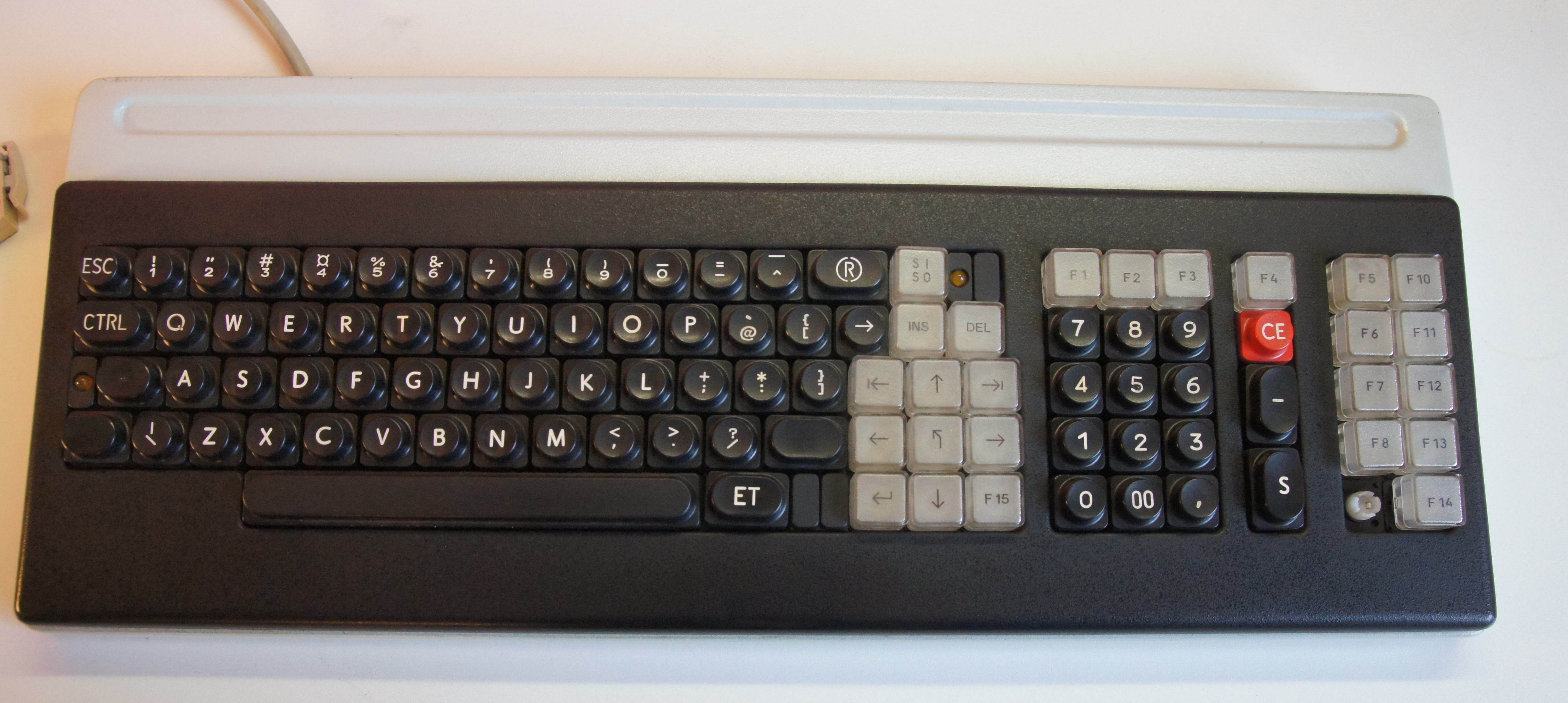
Клавиатура с символом ¤ на том месте, где обычно расположен знак доллара (верхний регистр клавиши)

Символ был предложен Италией в 1972 году как нейтральное обозначение знака доллара ($, код 0x24) в семибитной кодировке символов ISO 646. Символ вошёл в международную ссылочную версию (англ. international reference version, IRV) и некоторые национальные версии ISO 646 (шведскую, кубинскую, венгерскую), а также в Международный алфавит № 5 МККТТ (ныне — Международный справочный алфавит МСЭ-Т).
В советских семибитных кодировках семейства КОИ-7, основанных на ISO 646 и использовавшихся, в частности, в компьютерах семейств СМ ЭВМ и ДВК, символ валюты заменял знак доллара и имел жаргонные названия «жучок», «клоп», «краб», «солнышко» или «черепашка» (сродни названию «собака» символа «коммерческое „эт“» (@)).

## Использование символа
Символ ¤ может быть использован в тех случаях, когда в том или ином компьютерном шрифте недоступен или отсутствует знак конкретной валюты. Так, обозначение 2,50 ¤ (либо ¤ 2,50) следует понимать как «две с половиной единицы некой валюты», которую можно определить лишь из контекста.
- Альтернативный разделитель CSV-файлов.
- На бланках оптического распознавания означает удаление:

¤ — предшествующего символа;
¤¤ — предшествующего слова (то есть до предыдущего пробела);
¤¤¤ — всей строки.
- В Microsoft Word используется для обозначения конца ячейки таблицы в некоторых режимах просмотра.
- При вводе на Xbox 360 становится знаком очков Microsoft.